# 柱形葶苈
柱形葶苈（学名：Draba dasyastra）为十字花科葶苈属下的一个种。

## 扩展阅读
維基物種上的相關：柱形葶苈